# ロウズ観光
ロウズ観光（ロウズかんこう、Rose Tourist、愛称：ロウズバス）は、岡山県で観光バス事業を営む事業者で、HINODE&SONS株式会社の100%子会社である。かつては、岡山県倉敷市で路線バスを運行していた。2023年3月に系列企業のライズインと合併、同ロウズ観光事業所となった。

## 沿革
- 2000年10月31日 -  日の出運輸のバス事業部門（愛称：ロウズバス）を分離して設立。
- 2005年4月19日 - 全国初の園児・児童団体向け警備同行付貸切プラン「トラベル&セキュリティプラン」を発表。
- 2010年3月31日 - この日限りで路線バス事業を廃止。

## 本社（車庫）の所在地
- 本社車庫
  - 岡山県倉敷市片島町1018番地の1

## 路線（廃止）
- 幹線

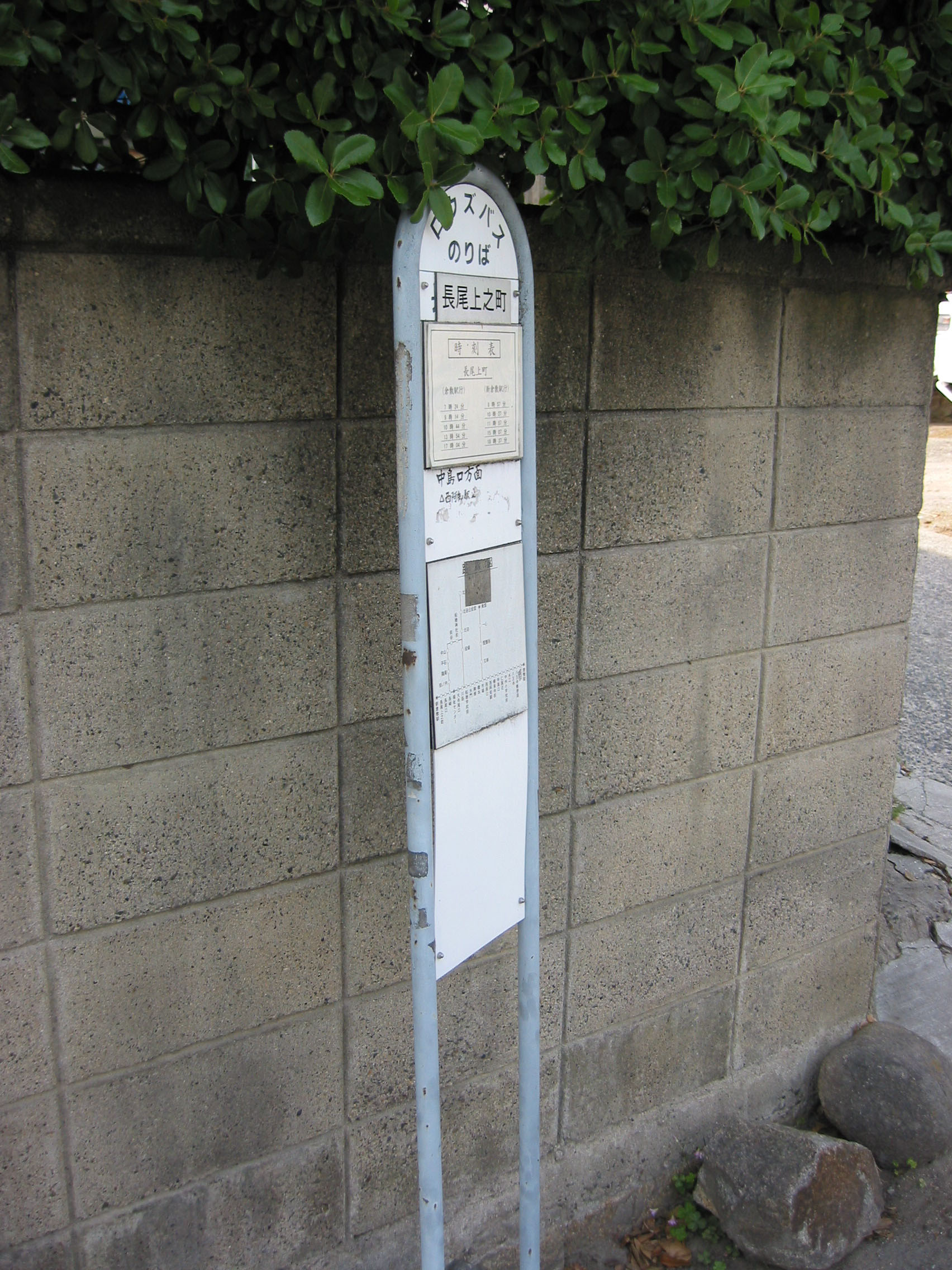
路線バスのバス停（当時）

  - 倉敷駅北口 - イオンモール倉敷 - 西阿知駅 - 市場 - 船穂学校前 - 福祉センター - 長崎 - 新倉敷駅北口
    - この路線は元々両備バスが運行していた路線（倉敷駅（南口） -　中島 - 西阿知駅 - 船穂学校前 - 新倉敷駅線。一部は玉島中央町まで乗り入れ）で、両備バスが運行廃止後にロウズ観光が運行を引き継いだ路線である。
    - 倉敷駅北口 - イオンモール倉敷間には両備バスの路線バス（イオン・水江循環線）も運行されていたが、両備バスがHareca・PiTaPa・ICOCAが使用出来るのに対し、ロウズ観光は使用出来なかった。岡山県共通バスカード（発売終了）も使用できなかった。
- 柳井原線
  - 福祉センター - 船穂学校前 - 市場 - 東畑
- 北回り線
  - 福祉センター→長崎→田の内→中山→船穂神社前→北谷→北谷上→船穂学校前→福祉センター（循環）

※2010年3月31日をもって全路線を廃止（翌4月1日からは代替輸送機関として山陽タクシーによる船穂地区コミュニティバスを運行）。

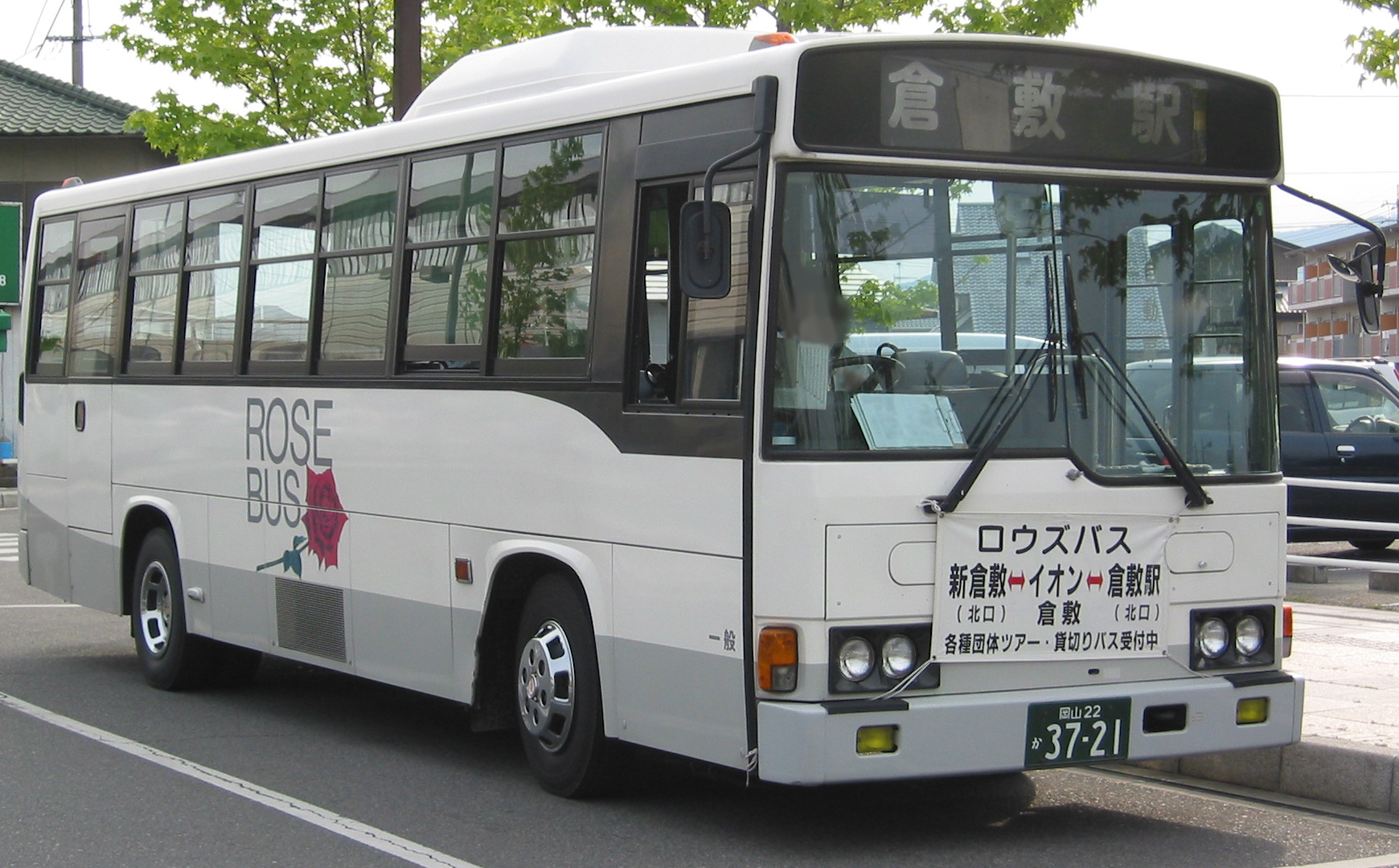
路線バスの車両（当時）

## 受託運行
- WILLER EXPRESS
  - 倉敷駅北口・岡山駅西口 - バスタ新宿・東京ディズニーランド（高速乗合バス）
    - 原則としてWILLER EXPRESSより貸与（リース）された専用車両での運行であるが、繁忙期などにおいては続行便「STAR EXPRESS」として自社車両で運行することもある。

## 事故
2015年7月14日3時15分ごろ、WILLER EXPRESS関東より受託運行する東京ディズニーランド発岡山・倉敷行きの夜行高速バスが三重県四日市市の東名阪自動車道においてダンプカーに追突し路外逸脱。乗客、バス運転手、ダンプカー運転手の計23人が負傷した。

## 関連会社
- HINODE&SONS
- 日の出運輸
- 日の出ネットワークス
- 日の出自動車